# Utrechtsche Asphaltfabriek

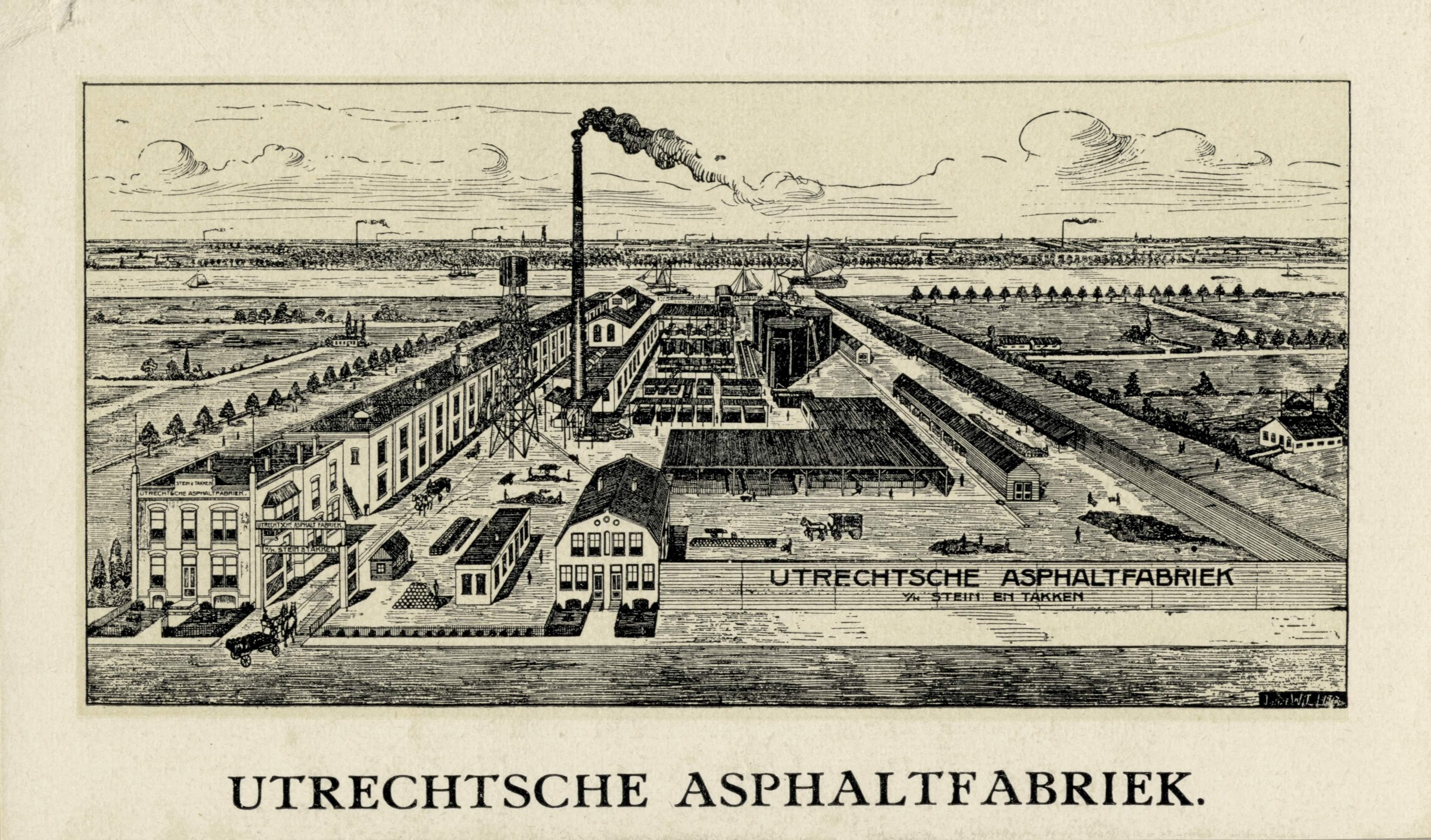
De fabriek aan de Utrechtse Gansstraat in 1913.

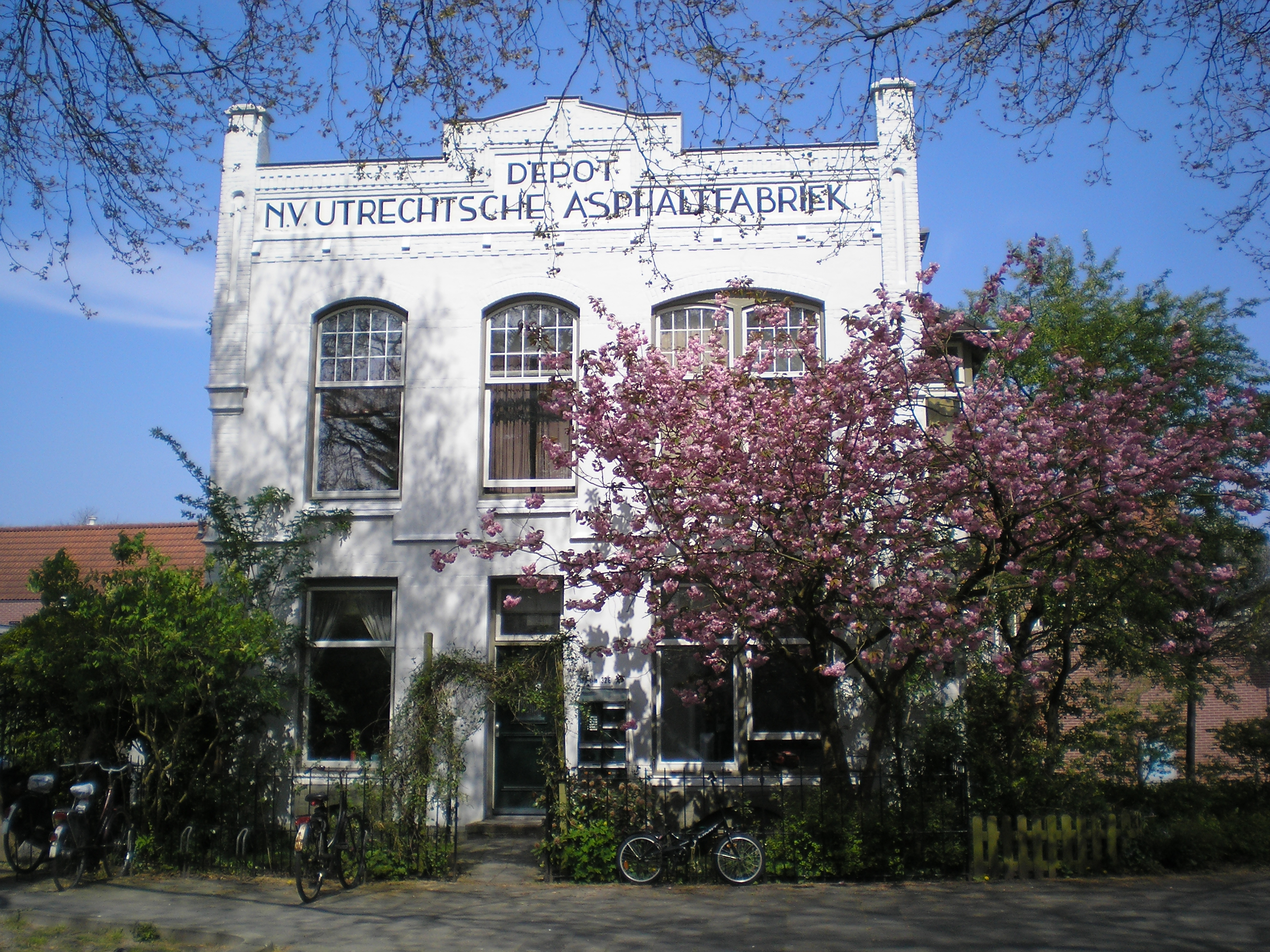
Overgebleven depotgebouw in 2012.

De Utrechtsche Asphaltfabriek v/h Stein en Takken was de voortzetting van een sinds 1889 bestaand bedrijf  aan de Gansstraat te Utrecht, nabij de Kromme Rijn dat asfalt uit steenkoolteer produceerde. Na beëindiging productieactiviteiten ging het verder als houdstermaatschappij.
In 1889 startte Max Stein (asphalteur) met de koopman Gijsbertus Takken met een 'asphaltkokerij'. Men won asfalt uit steenkoolteer, dat per schip onder meer vanuit de Gemeentelijke Gasfabriek werd aangevoerd. Bijproducten waren naftaline, paraffine en creoline. Het asfalt werd toegepast in asfaltpapier als dakbedekking. Er waren opslagtanks, distilleerketels, een zeer hoge schoorsteen en een metalen toren met waterreservoir. Ook kende het bedrijf een installatie om asfaltpapier te vervaardigen. In 1900 werd de onderneming als nv Utrechtsche Asphaltfabriek voortgezet, in 1907 volgde een fusie met de in 1904 opgerichte Amsterdamsche Asphaltfabriek Vesuvius die als filiaalbedrijf werd voortgezet. In 1918 woedde er een grote brand die een deel van het bedrijf verwoestte. De onderneming vergrootte met nieuwe asfalt gerelateerde producten de afzet zoals vanaf 1919 met tennisbanen onder de naam Redcover en carbolineum voor de tuinbouw onder de naam Krimpen. Bij het 25jarig directeurschap van directeur JEC van Geuns, in 1925, waren er 476 personen werkzaam.

## Verder als houdstermaatschappij
In de crisisjaren draaide de Utrechtsche Asphaltfabriek NV tonnen verlies en volgde een reorganisatie. In 1934 werd de fabriek aan de Gansstraat gesloten, de inboedel geveild en de gebouwen gesloopt. Aan de Gansstraat 132 is een uit omstreeks 1906 daterend depotgebouw van de fabriek overgebleven waarin asfaltpreparaten werden opgeslagen. Het bedrijf met zijn ongelukken veroorzaakte aan de Gansstraat een sterk vervuilde bodem die tot 13 meter diep ging waarbij het grondwater tot 50 meter diep was vervuild. De vervuiling werd einde 20e eeuw aangepakt waarbij lange tijd aan het Tolsteegplantsoen een zuiveringsinstallatie stond. 
De onderneming bleef, in sterk afgeslankte vorm bestaan: in 1936 werd tot afboeking van het tot ƒ 2 miljoen opgelopen verlies het gewone aandelenkapitaal tot 10% van de nominale waarde gereduceerd en op het preferente aandelenkapitaal 40% afgeschreven, terwijl aandeelhouders afstand deden van 42% achterstallig dividend. De Utrechtsche Asphaltfabriek (afgekort UAF) ging verdere als houdstermaatschappij van aandelen in verwante bedrijven. In 1952 fusioneerde de UAF met nv Teerbedrijf Uithoorn tot de N.V. Teerunie. Beide partners brachten een gelijk aandeel in het kapitaal (nominaal f 15 mlj, waarvan de helft geplaatst) in. In 1959 werd de nv Teerunie (waarvan Hoogovens inmiddels de helft van de aandelen bezat, de UAF de andere helft) omgedoopt tot Chemische Industrie Uithoorn N.V (Cindu).  In 1970 bestaat de Utrechtsche Asphaltfabriek NV nog.
Gebruik van het zogeheten teer-asfalt is einde 20e eeuw verboden voor zowel dakbedekking als wegverharding. Het tegenwoordig gebruikte asfalt bevat bitumen, een aardolieproduct.